# City Girl (1938)
City Girl is een Amerikaanse misdaadfilm uit 1938 onder regie van Alfred L. Werker.

## Verhaal
De serveerster Ellen Ward heeft een relatie met Donald Sanford, een officier van justitie. Ze droomt van een luizenleventje en laat haar vriend daarom staan voor de crimineel Charles Blake. Hij verwent Ellen met gestolen bontjassen en diamanten, maar hij gebruikt haar ook om de geheimen van Donald Sanford ontfutselen.

## Rolverdeling
| Acteur         | Personage      |
| -------------- | -------------- |
| Ricardo Cortez | Charles Blake  |
| Phyllis Brooks | Ellen Ward     |
| Robert Wilcox  | Donald Sanford |
| Douglas Fowley | Ritchie        |
| Chick Chandler | Mike Harrison  |
| Esther Muir    | Flo Nichols    |
| Adrienne Ames  | Vivian Ross    |